# Tezizapa
Tezizapa är en ort i Mexiko.   Den ligger i kommunen Zongolica och delstaten Veracruz, i den sydöstra delen av landet, 240 km öster om huvudstaden Mexico City. Tezizapa ligger 971 meter över havet och antalet invånare är 283.
Terrängen runt Tezizapa är varierad. Runt Tezizapa är det ganska tätbefolkat, med 100 invånare per kvadratkilometer. Närmaste större samhälle är Córdoba, 12,9 km norr om Tezizapa. I omgivningarna runt Tezizapa växer i huvudsak städsegrön lövskog.